# El Uatia
El Uatia (en árabe: الوطية‎, en lenguas bereberes: ⵍⵡⵟⵢⴰ, en francés: El Ouatia) es un municipio marroquí en la región Guelmim-Río Noun. Desde 1916 hasta 1958 perteneció al territorio español de Cabo Juby. Es uno de los puertos pesqueros más importantes de Marruecos.